# Евролига 2011/12 — Група Д
Резултати и табела групе Д у првој фази Евролиге у сезони 2011/12.

### Резултати
1. коло
| Датум | Време | Тим 1                  | Тим 2             | Резултат |
| ----- | ----- | ---------------------- | ----------------- | -------- |
|       |       | Унион Олимпија Љубљана | Регал Барселона   |          |
|       |       | Асеко Проком Гдањск    | Галатасарај       |          |
|       |       | Уникс Казањ            | Монтепаски Сијена |          |

2.коло
| Датум | Време | Тим 1             | Тим 2                  | Резултат |
| ----- | ----- | ----------------- | ---------------------- | -------- |
|       |       | Монтепаски Сијена | Унион Олимпија Љубљана |          |
|       |       | Регал Барселона   | Асеко Проком Гдањск    |          |
|       |       | Галатасарај       | Уникс Казањ            |          |

3. коло
| Датум | Време | Тим 1                  | Тим 2               | Резултат |
| ----- | ----- | ---------------------- | ------------------- | -------- |
|       |       | Уникс Казањ            | Регал Барселона     |          |
|       |       | Монтепаски Сијена      | Галатасарај         |          |
|       |       | Унион Олимпија Љубљана | Асеко Проком Гдањск |          |

4. коло
| Датум | Време | Тим 1                  | Тим 2             | Резултат |
| ----- | ----- | ---------------------- | ----------------- | -------- |
|       |       | Унион Олимпија Љубљана | Галатасарај       |          |
|       |       | Регал Барселона        | Монтепаски Сијена |          |
|       |       | Асеко Проком Гдањск    | Уникс Казањ       |          |

5. коло
| Датум | Време | Тим 1             | Тим 2                  | Резултат |
| ----- | ----- | ----------------- | ---------------------- | -------- |
|       |       | Галатасарај       | Регал Барселона        |          |
|       |       | Уникс Казањ       | Унион Олимпија Љубљана |          |
|       |       | Монтепаски Сијена | Асеко Проком Гдањск    |          |

6. коло
| Датум | Време | Тим 1             | Тим 2                  | Резултат |
| ----- | ----- | ----------------- | ---------------------- | -------- |
|       |       | Регал Барселона   | Унион Олимпија Љубљана |          |
|       |       | Галатасарај       | Асеко Проком Гдањск    |          |
|       |       | Монтепаски Сијена | Уникс Казањ            |          |

7. коло
| Датум | Време | Тим 1                  | Тим 2             | Резултат |
| ----- | ----- | ---------------------- | ----------------- | -------- |
|       |       | Асеко Проком Гдањск    | Регал Барселона   |          |
|       |       | Уникс Казањ            | Галатасарај       |          |
|       |       | Унион Олимпија Љубљана | Монтепаски Сијена |          |

8. коло
| Датум | Време | Тим 1               | Тим 2                  | Резултат |
| ----- | ----- | ------------------- | ---------------------- | -------- |
|       |       | Асеко Проком Гдањск | Унион Олимпија Љубљана |          |
|       |       | Галатасарај         | Монтепаски Сијена      |          |
|       |       | Регал Барселона     | Уникс Казањ            |          |

9. коло
| Датум | Време | Тим 1             | Тим 2                  | Резултат |
| ----- | ----- | ----------------- | ---------------------- | -------- |
|       |       | Монтепаски Сијена | Регал Барселона        |          |
|       |       | Галатасарај       | Унион Олимпија Љубљана |          |
|       |       | Уникс Казањ       | Асеко Проком Гдањск    |          |

10. коло
| Датум | Време | Тим 1                  | Тим 2             | Резултат |
| ----- | ----- | ---------------------- | ----------------- | -------- |
|       |       | Регал Барселона        | Галатасарај       |          |
|       |       | Асеко Проком Гдањск    | Монтепаски Сијена |          |
|       |       | Унион Олимпија Љубљана | Уникс Казањ       |          |

### Табела
|    | Екипа                  | Игр. | Поб. | Изг. | П+ | П- | П+/- | Тај-брек |
| -- | ---------------------- | ---- | ---- | ---- | -- | -- | ---- | -------- |
| 1. | Регал Барселона        | 0    | 0    | 0    | 0  | 0  | 0    |          |
| 2. | Монтепаски Сијена      | 0    | 0    | 0    | 0  | 0  | 0    |          |
| 3. | Уникс Казањ            | 0    | 0    | 0    | 0  | 0  | 0    |          |
| 4. | Асеко Проком Гдањск    | 0    | 0    | 0    | 0  | 0  | 0    |          |
| 5. | Унион Олимпија Љубљана | 0    | 0    | 0    | 0  | 0  | 0    |          |
| 6. | Галатасарај            | 0    | 0    | 0    | 0  | 0  | 0    |          |